# Pulau Karangmajat
Pulau Karangmajat är en ö i Indonesien.   Den ligger i provinsen Sumatera Barat, i den västra delen av landet, 1 000 km nordväst om huvudstaden Jakarta. Arean är 5,6 kvadratkilometer.
Terrängen på Pulau Karangmajat är mycket platt. Öns högsta punkt är 27 meter över havet. Den sträcker sig 3,5 kilometer i nord-sydlig riktning, och 2,4 kilometer i öst-västlig riktning.